# Autobahnring Fuzhou
Der Autobahnring von Fuzhou (chinesisch 福州绕城高速公路, Pinyin Fúzhōu ràochéng gāosù gōnglù, englisch Fuzhou Ring Expressway), chin. Abk. G1505, ist ein im Bau befindlicher lokaler Autobahnring rund um die Hafenmetropole Fuzhou im Osten der Volksrepublik China. Er wird nach Fertigstellung eine Länge von 153 km aufweisen. Auf Teilen des Autobahnrings verlaufen die Autobahn G3, Autobahn G15 und die Autobahn G70.